# بيجو 601
بيجو 601 هي سيارة صالون من صناعة بيجو أنتجت في 1934 وتوقف إنتاجها في 1935. أنتجت بأشكال متعددة صالون وليموزين ومكشوفة وكوبيه.